# Estouffade à la provençale
L’estouffade de bœuf à la provençale est un mets provençal, qui cousine avec le bœuf bourguignon et l'agriade saint-gilloise. 

## Historique
À l'origine, les légumes, les poissons et les viandes étaient cuits lentement, dans un récipient en terre, sur un lit de braises. Quand la cuisine s'est faite dans l'âtre, les cuisiniers ont vite remarqué qu'en couvrant le plat, le jus s'évaporait beaucoup moins, les arômes et les saveurs des denrées se concentraient davantage. De cette évolution, il nous reste les endives braisées, la daurade braisée, le coq au vin ainsi que les différents ragoûts, daubes et tajines.
Tout au long de cette période, les plats de cuisson se sont diversifiés, les couvercles se sont adaptés jusqu'à avoir un rebord permettant de poser des braises dessus, la cuisson à l'étouffée se faisant « feu dessous et feu dessus ».

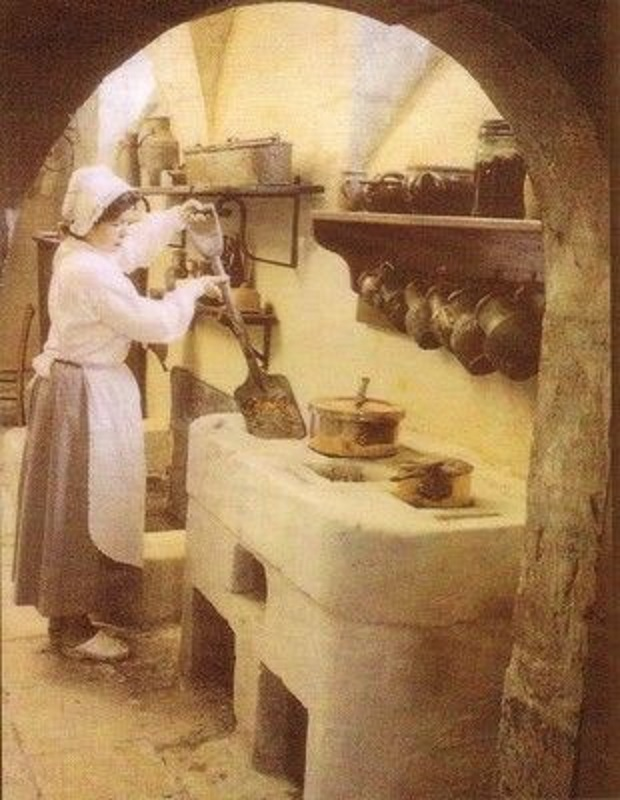
Cuisinière mettant des braises dans le potager

Le potager est un dispositif ménager qui va rendre possible des cuissons beaucoup plus élaborées. Les premiers — ce sont des foyers maçonnés — ont été datés du XIe siècle dans les Alpes ; ils se sont généralisés en Europe au cours du XIVe siècle. Ces potagers arrivaient en complément des autres modes de cuissons médiévaux. « Durant cette période étaient déjà utilisés l'âtre (avec ses grilles, trépieds, chaudrons, crémaillère, tourne-broche, poêles à longues queues et poêles percées à châtaignes, etc.) et le four (avec ses plats à tartes, à gratins, à terrines, séchoirs, etc.). »
Chantal Lombard le décrit ainsi : « Un potager se présentait le plus souvent sous la forme d'un petit fourneau en maçonnerie percé sur le dessus de trous carrés munis de grilles, sur lesquelles on plaçait les braises prélevées de la cheminée. En dessous se trouvait un cendrier dissimulé par des portes en fer ou par un simple rideau. » Il permit de cuisiner les estouffades et de nombreux plats mijotés du potage (d'où il tire son nom) aux préparations les plus élaborées de la grande gastronomie. L'apogée de ce mode de cuisson fut atteint après les années 1820 quand les ruraux purent s'équiper en vaisselle de terre et en plats utilisable dans ce type de cuisson.

## Ingrédients et préparation de l'estouffade
Outre les morceaux de bœuf à braiser, ce mets nécessite du vin rouge corsé, de l'oignon, du vinaigre de vin, du concentré de tomates, des câpres, des cornichons au vinaigre, des gousses d’ail, des filets d’anchois, un bouquet garni ; il est assaisonné avec de l'huile d’olive, du sel et du poivre.

Ingrédients et cuisson
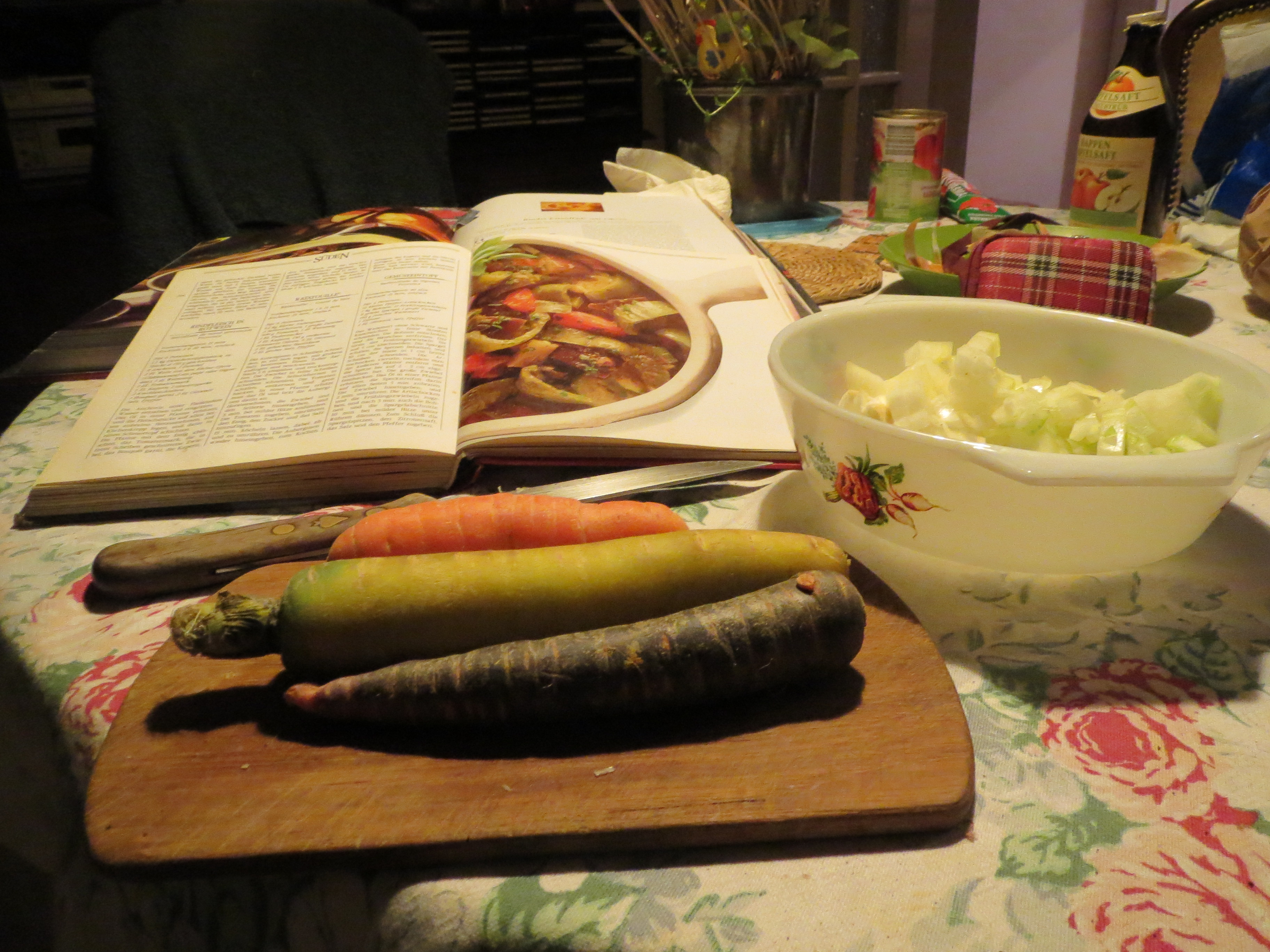
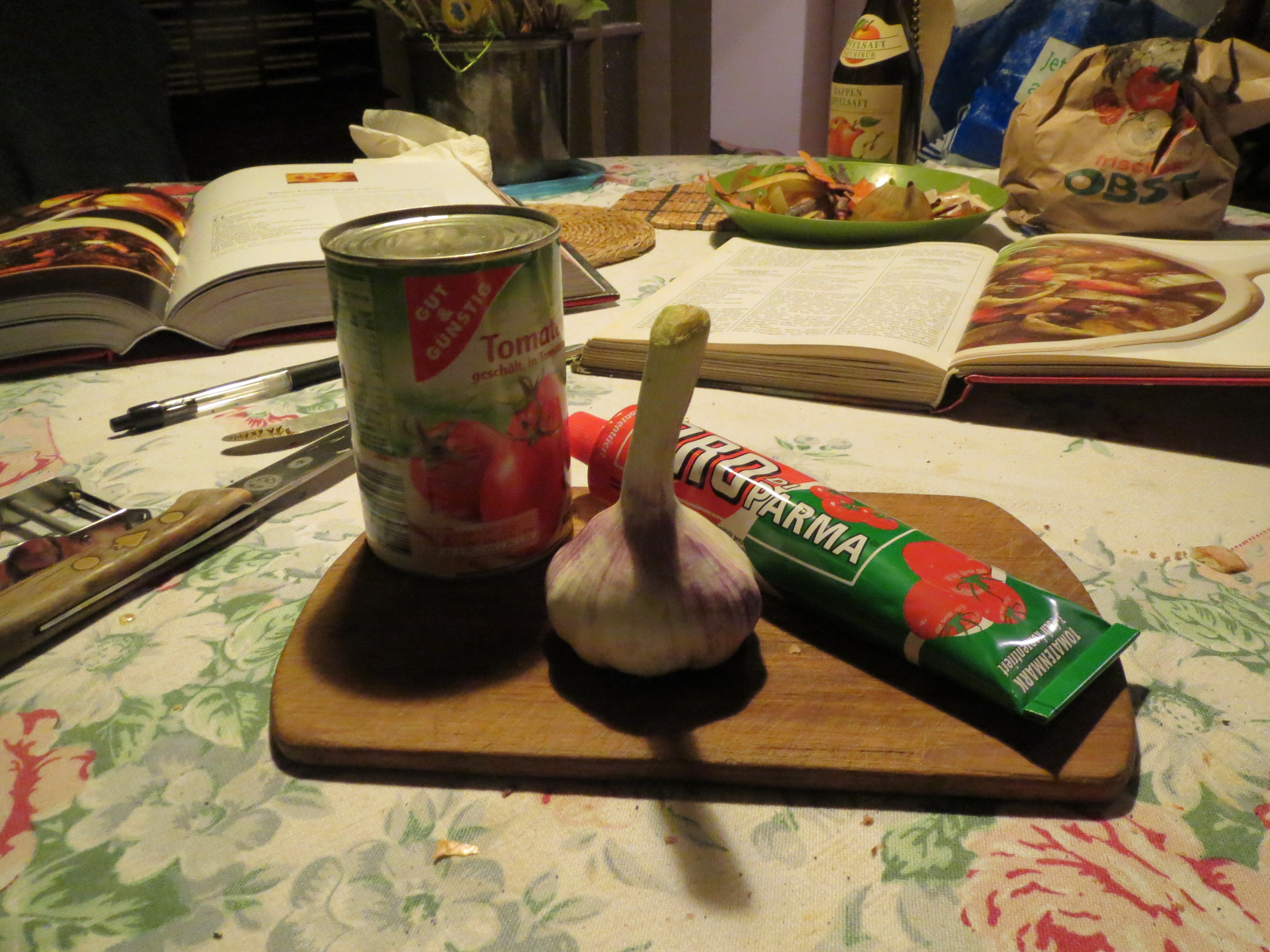
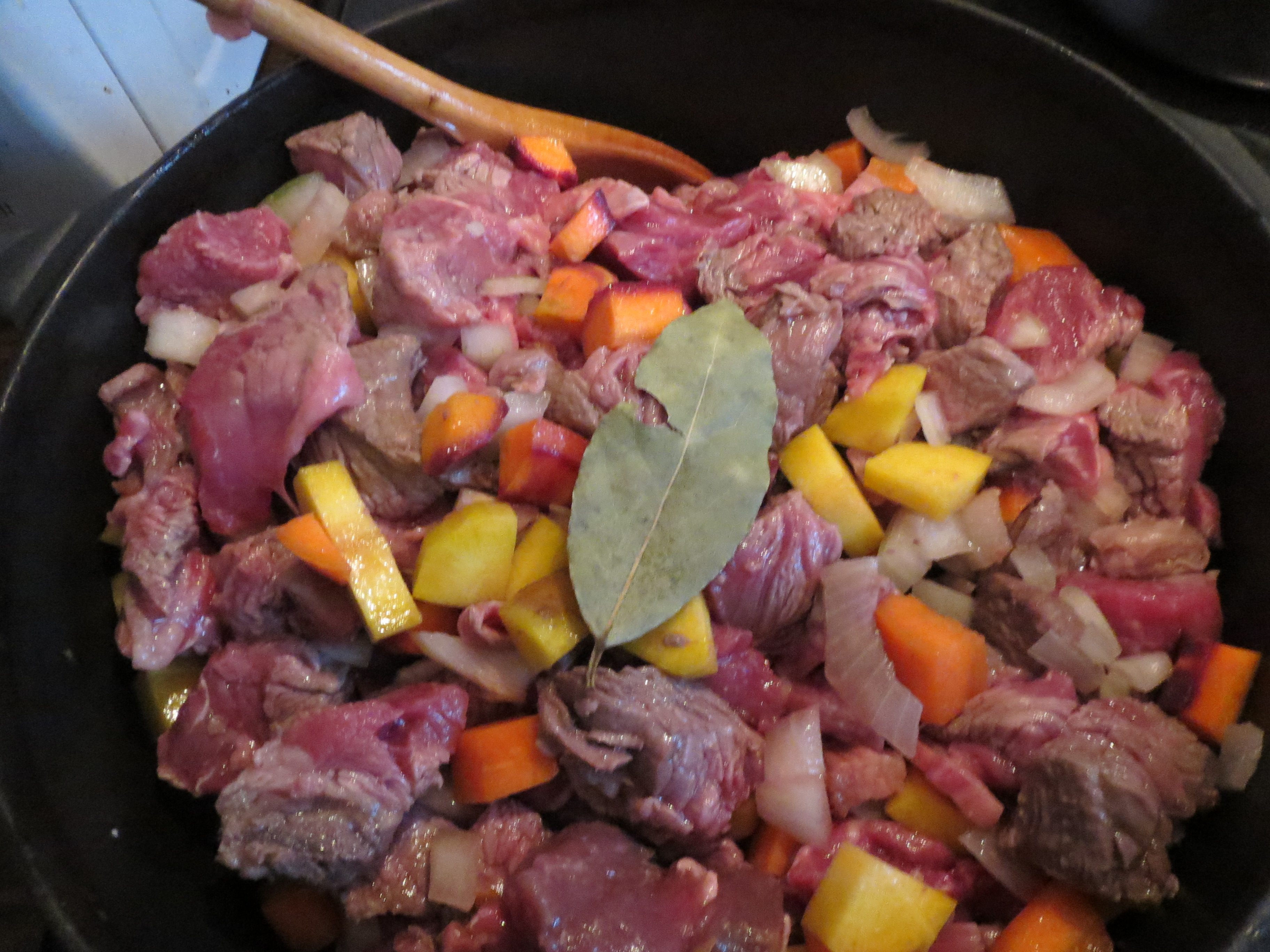
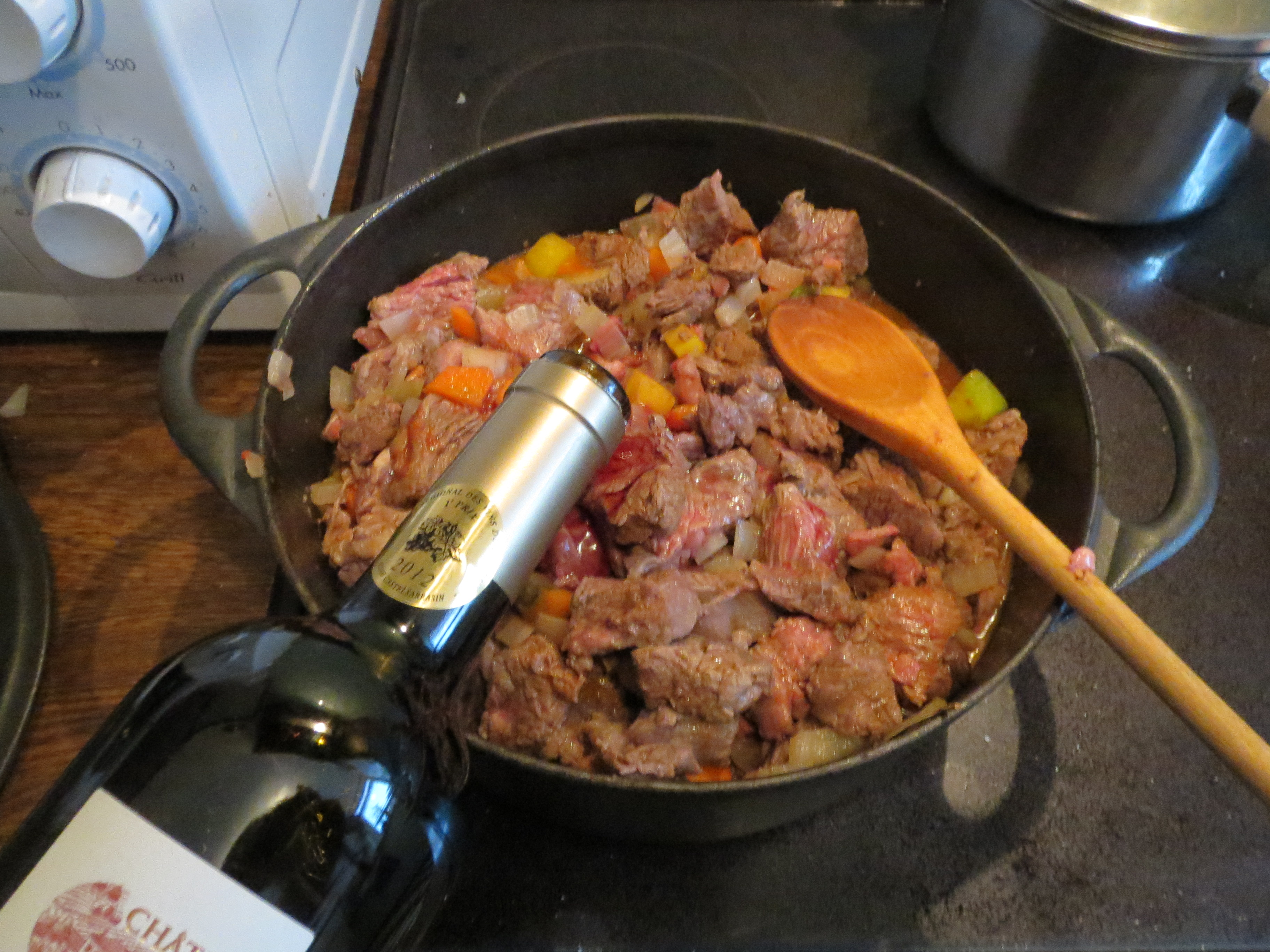

Il faut préalablement faire revenir les morceaux de bœuf dans de l'huile chaude puis, quand ils ont été saisis, les réserver dans une cocotte. Dans la poêle déglacée avec du vinaigre, on ajoute alors le concentré de tomates, l’oignon émincé, le bouquet garni et un hachis fait des câpres, de l’ail et des cornichons. Cette préparation est mouillée avec du vin rouge et mise à cuire un quart d'heure. Ensuite, on la verse dans la cocotte, en ajoutant les anchois. Le tout est couvert et mis à mitonner deux heures.

## Accord mets/vin
Ce mets s'accorde avec un vin rouge comme un bandol, un cassis, un bellet, un saint-joseph ou un patrimonio.